# Ralph Torres
Ralph Deleon Guerrero Torres (nacido el 6 de agosto de 1979) es un político republicano estadounidense de Saipán, Islas Marianas del Norte. Ha servido como el noveno gobernador de las Islas Marianas del Norte desde la muerte del gobernador Eloy Inos el 29 de diciembre de 2015, hasta el 9 de enero de 2023. Anteriormente se desempeñó como el décimo vicegobernador, después de haber sido elegido para ese puesto en 2014.

## Vida personal
Torres se graduó en Boise High School en 1996. Recibió una licenciatura en Ciencias Políticas de Boise State University en 2001. En 2004, comenzó a trabajar con su hermano en Torres Brothers, Abogados.
Torres tiene seis hijos con su esposa, Diann Mendiola Tudela:
- Ralph Anthony
- Vaniqa Marie
- Deon Titus
- Tristan Dane
- Divannie
- Ryan

Torres es de ascendencia chamorro.

## Carrera política

### Legislatura de la Mancomunidad
En 2008, Torres ganó las elecciones para la Cámara de Representantes de las Islas Marianas del Norte. En 2010, ganó las elecciones al Senado de las Islas Marianas del Norte, actuando en una variedad de roles. De 2010 a 2015 fue presidente del Comité de Salud y Bienestar. En febrero de 2013, se convirtió en el presidente del Senado.

### Teniente gobernador
Con más de la mitad de los votos en las elecciones para gobernador de 2014, Torres se convirtió en teniente gobernador de las islas marianas del norte el 12 de enero de 2015.

### Gobernador
Tras la muerte del vigente gobernador Eloy Inos, Torres se convirtió en el gobernador de las Islas Marianas del Norte el 29 de diciembre de 2015. De acuerdo con la constitución, el presidente del Senado, Victor Hocog, se convirtió en teniente gobernador. 
Torres aprobó un proyecto de ley, ley pública 19-42, que agrega un impuesto especial de mil dólares a las compras de pistolas, este es el impuesto más alto sobre las ventas de pistolas en los Estados Unidos. Sin embargo, este impuesto excesivo fue luego declarado como inconstitucional de acuerdo con la Constitución de los Estados Unidos y revocado por el Tribunal de Distrito de los Estados Unidos. 
En febrero de 2018, Bloomberg Businessweek informó que Torres y su familia han recibido millones de dólares en pagos del casino Imperial Pacific con sede en Hong Kong.
El 7 de noviembre de 2019, el FBI ejecutó una orden de registro e incautación para allanar la oficina, la casa y el automóvil de Torres, así como el bufete de abogados de sus hermanos y varios otros negocios en todo Saipán en busca de evidencia de fraude electrónico, planes para defraudar, conspiración, lavado de dinero y contribuciones ilegales de campaña.
En noviembre de 2019, la Cámara de Representantes de las Islas Marianas del Norte pidió la destitución de Torres en medio de una investigación en curso por el FBI sobre sus negocios.
Torres se enfrentó a una mayor reacción de acusación ante la creciente evidencia del uso indebido de fondos locales que violaban las leyes de adquisición de CNMI.